# Lissotis
Lissotis é um género de aves da família Otididae, que contém as seguintes espécies, todas restritas à África:
- Abetarda-de-barriga-preta, Lissotis melanogaster
- Lissotis hartlaubii